# Spanndrahtbruchortung
Die Spanndrahtbruchortung, auch Spannstahlbruchortung oder Magnetfeldmessung (Streufeldmessung), ist eine zerstörungsfreie Prüfung im Bauwesen. Zur Ortung der Risse wird das Spannglied (siehe Spannbeton) magnetisiert und das magnetische Streufeld des Spanngliedes an der Betonoberfläche gemessen.

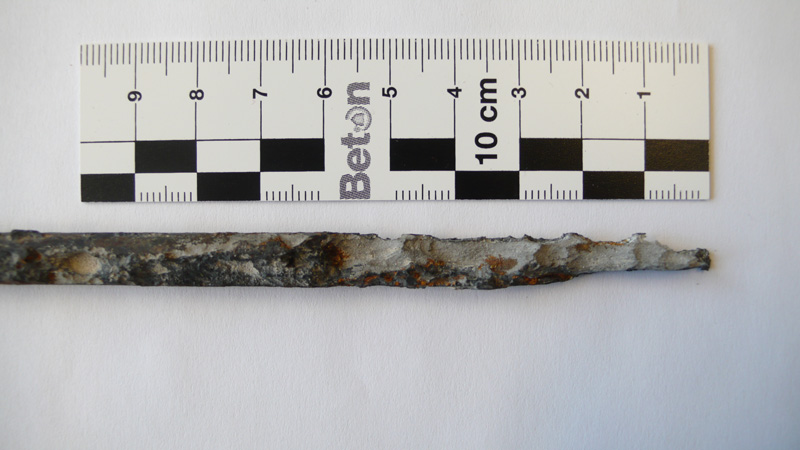
Durch Tausalze zerstörter Spanndraht einer Brückenplatte

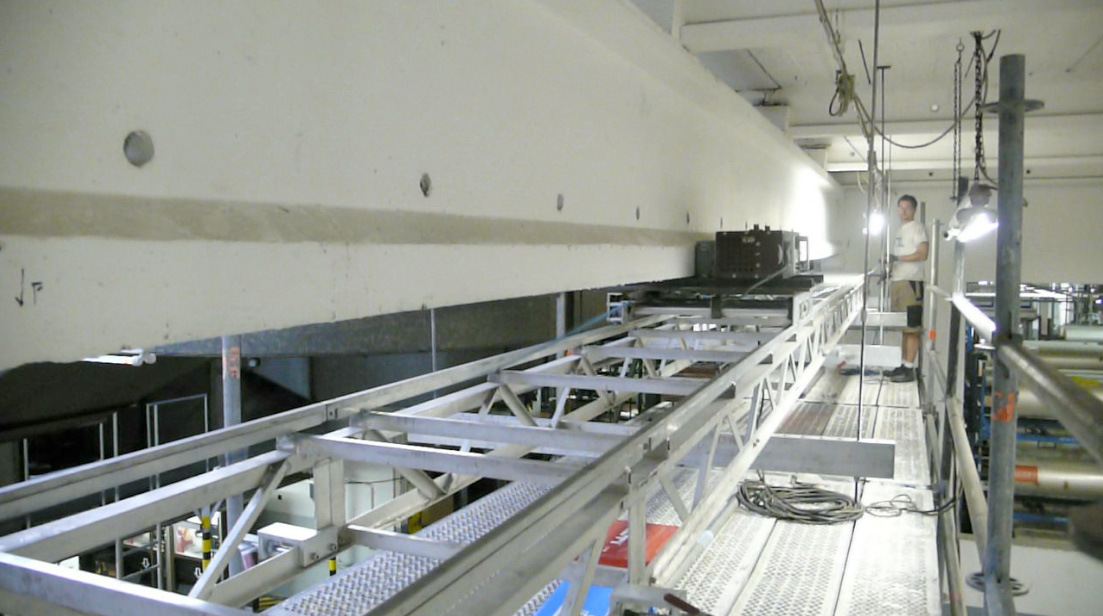
Messsystem zur Ortung von Spanndrahtbrüchen in Spannbetonbindern

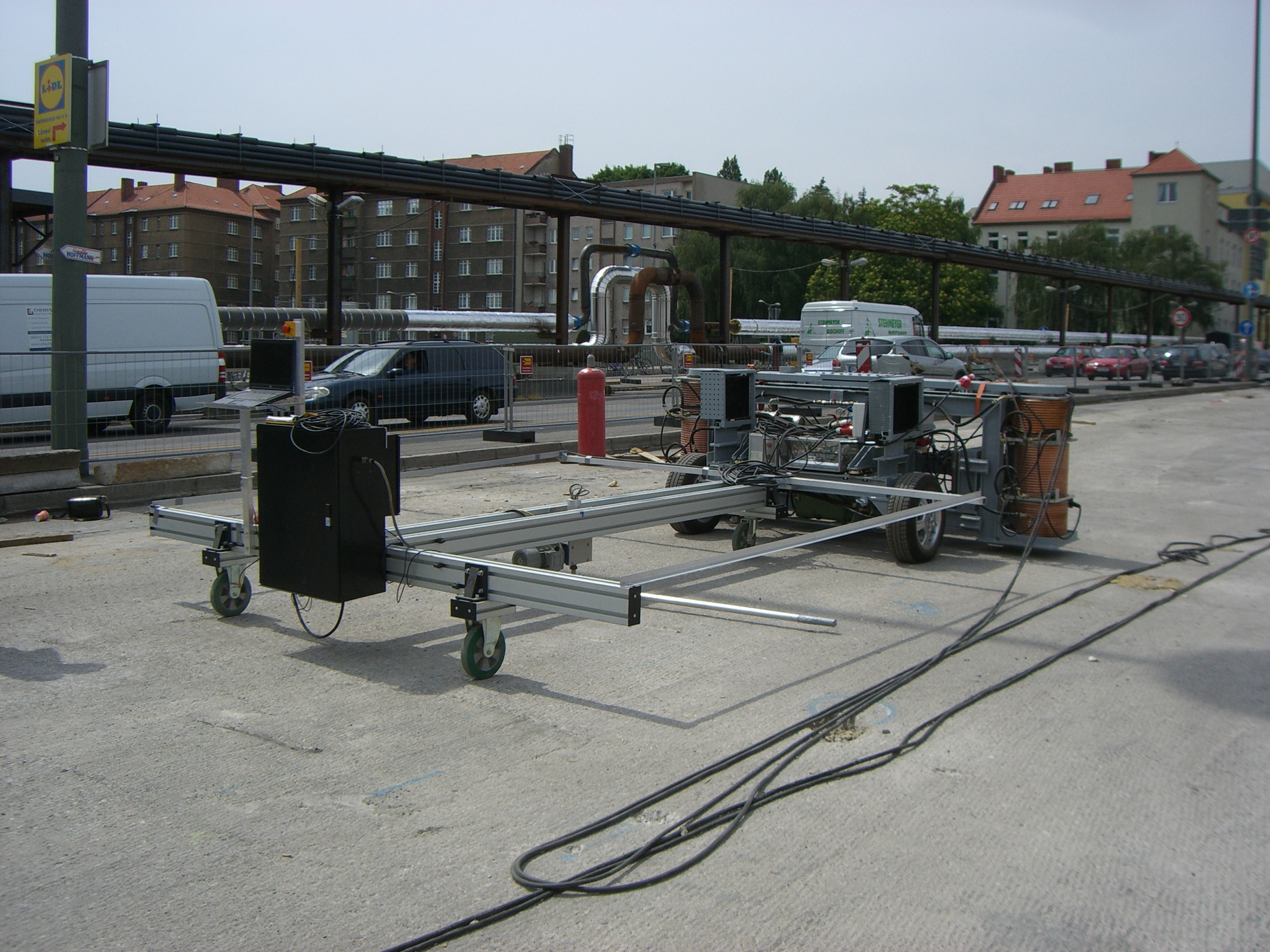
Mobiles Messsystem zur Ortung von Spanndrahtbrüchen in Querspanngliedern

## Problembeschreibung
In Spannbetonbauwerken bilden einbetonierte Spannstähle die Haupttragglieder. Diese können durch äußere Einwirkung oder infolge von Ermüdungskorrosion oder Spannungsrisskorrosion reißen. Häufig sind Spannglieder von Brückenbauwerken betroffen, da Tausalze in den Beton und bei unzureichender Abdichtung bis zum Spannstahl eindringen können. Das gilt auch für Dachbinder von Hallen, wenn aufgrund nicht ausreichender Betonqualität oder Schädigungen des Betons Feuchtigkeit und möglicherweise Chloride bis zu den Spanngliedern vordringen können. Eine Gefährdung von Spanndrähten ging auch von Spannbetonfertigteilen aus Tonerdezement aus. Die Verwendung von Tonerdezement für Spannbeton wurde 1961 in Deutschland verboten. Allerdings sind die bis dahin gefertigten Bauteile in Hallendächern, Wohngebäuden und Ställen größtenteils noch vorhanden.
Die Risse in den Spanngliedern von Spannbetonbauteilen sollten zur Ermittlung der noch lastübertragenden Spannstähle ermittelt werden. Aus diesen Erkenntnissen heraus kann ein Tragwerksplaner die Resttragfähigkeit eines Bauteils abschätzen. Da Spanndrahtbrüche von außen nicht sichtbar sind, ist ein nur lokal begrenztes Öffnen des Betons und die visuelle Überprüfung des Spannstahls oder die lokale Magnetpulverprüfung nicht ausreichend.

## Verfahren
Ein magnetisiertes Spannglied ist vergleichbar mit einem Stabmagneten. An Bruchstellen einzelner Spanndrähte bilden sich Nord- und Südpol. Das hervorgerufene Streufeld ist an der Betonoberfläche messbar (Streufeldmessung). Die Stärke dieses signifikanten Signals gibt Auskunft über die Querschnittsschwächung des Spannglieds. Die wichtigsten Einflussparameter sind:
- Die Betondeckung
- Die Anordnung der Stahlbetonbewehrung und anderer stählerner Ein- und Anbauten.

## Durchführung
Die Überprüfung von Spannbetonbauteilen auf Spanndrahtbrüche wird in folgenden Schritten durchgeführt:
- Lokalisieren des Spanngliedverlaufs (z. B. mittels Georadar)
- Montage eines geeigneten Führungssystems für die Magneten und die Messsonden entsprechend dem Spanngliedverlauf
- Magnetisierung der Spannstähle
- Messung des Magnetfelds der remanent magnetisierten Spanndrähte
- Signalverarbeitung
- Interpretation der Messdaten